# Ампутационный нож

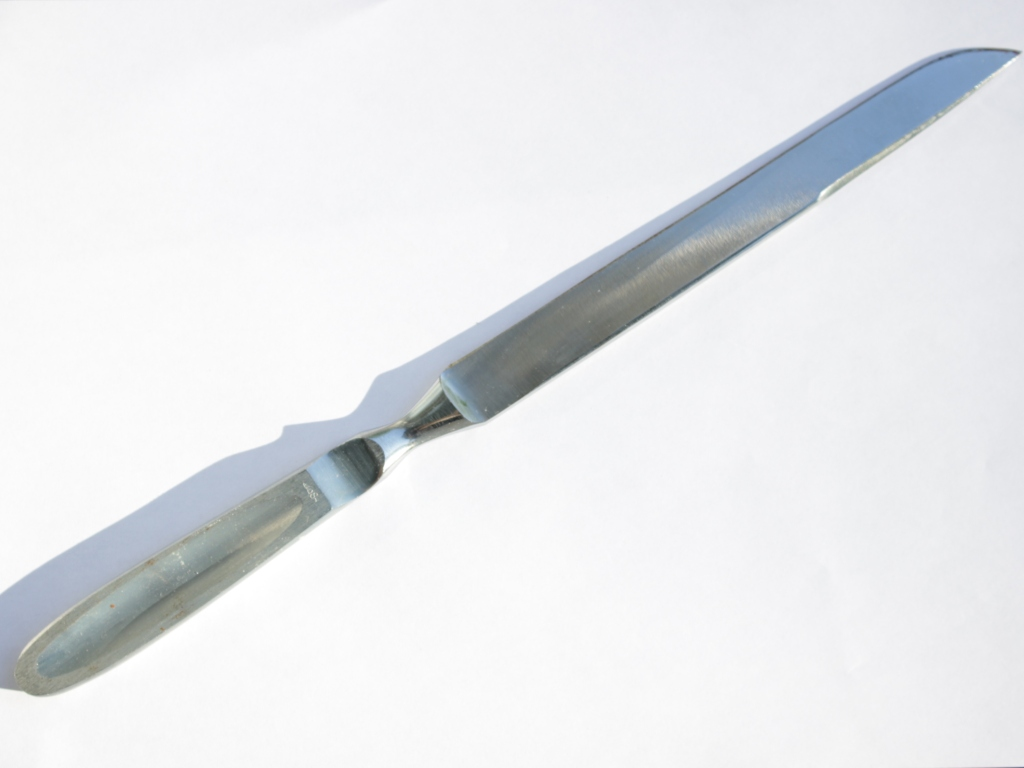
Большой ампутационный нож.

Ампутационные ножи — в медицине, хирургические инструменты, используемые для ампутации конечностей и при аутопсии.

## Описание
Ампутационный нож состоит из массивной, чаще уплощённой, рукоятки, широкой шейки, длинного лезвия и прямолинейной режущей кромки. Ширина лезвия небольшая, относительно длины ножа. Вблизи острия режущая кромка круто изгибается; иногда со стороны обушка есть дугообразное углубление. Также у ампутационного ножа имеется сточная канавка, расположенная вдоль лезвия.
По размерам ножи делят на:
- малые ампутационные ножи, длиной 11—13 см;
- средние ампутационные ножи, длиной 14—15 см;
- большие ампутационные ножи, длиной 16—22 см.